# Chiptune

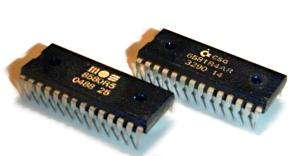
Chips SID MOS 6581 e MOS 8580 usati nel Commodore 64

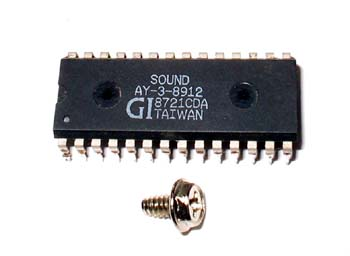
AY-3-8912, Amstrad CPC, Atari ST, MSX e Sinclair ZX Spectrum 128

Con chiptune (o anche chip music) si indica un tipo di musica informatica scritta per formati sonori in cui tutti i suoni sono sintetizzati in tempo reale dal chip sonoro di un computer o una console. Il fenomeno è 
strettamente correlato alla musica nei videogiochi e al retrogaming.

## Storia

### La "computer music" e i primi esperimenti
I più datati precursori della chip music si possono già riscontrare nella storia iniziale della computer music. Nel 1951, i computer della serie CSIRAC e Ferranti Mark 1 erano usati per eseguire delle esibizioni pubbliche di musica digitale sintetizzata in tempo reale. Negli ultimi anni '70, le console dei videogame e i microcomputer (home computer), cominciarono a possedere dei circuiti integrati dedicati alla generazione sonora. Un primo notevole esempio è il chip TIA dell'Atari VCS (1977) che proponeva due canali di emissione (voice channel) con impostazione indipendente, l'uno dall'altro, della forma d'onda e del volume. Dato che parecchi microcomputer commercializzati all'epoca avevano la possibilità di gestire musica e suoni, iniziarono a essere disponibili software commerciali per la composizione musicale, che giravano su vari modelli di microcomputer. Un primo esempio è l'Atari Music Composer, attribuito nel 1980 per l'Atari 400/800. Questi programmi erano semplici e intuitivi da usare, ma avevano capacità molto ristrette. Al fine di avere maggior vantaggio dal chip sonoro, erano necessarie approfondite conoscenze di programmazione, spesso in linguaggio assembly.

### Gli home computer e la nascita del genere
Il più influente elemento di hardware che ha segnato lo sviluppo della musica su chip è stato il SID (Sound Interface Device - Dispositivo di Interfaccia Sonoro) della MOS Technology, il chip sonoro del Commodore 64, immesso sul mercato nel 1982. Già tre anni dopo diversi programmatori su Commodore 64, come Rob Hubbard, David Whittaker (realizzatore di video game) e Martin Galway, stavano esplorando le capacità musicali del chip SID, con l'intento di produrre molteplici e interessanti musiche per videogiochi. A causa dell'assenza di software sufficientemente avanzati per la composizione musicale, venivano utilizzati allo scopo dei programmi specialistici, detti monitor in linguaggio macchina. Allo stesso tempo, molti hobbysti del computer erano impegnati nello sforzo di "estrarre" queste musiche dai videogame. Questa musica estratta veniva poi distribuita tra gli hobbysti sotto forma di miniprogrammi indipendenti dal videogioco di origine, contenenti uno o più brani della musica del videogioco; inoltre queste musiche venivano spesso usate come musica di sottofondo in piccoli programmi di solo scopo dimostrativo (demo), oppure addirittura nelle sequenze introduttive degli stessi videogiochi crackati, quando veniva mostrata la lista dei cracker.
In seguito, numerosi gruppi che appartenevano allo scenario dei demo, si mossero a realizzare la loro propria musica, invece che estrarla dai videogame. Nel 1986, Jeroen "Red" Kimmel studiò il programma che costituiva il player realizzato da Rob Hubbard e lo modificò per i suoi brani demo musicali, dopodiché nel 1987 scrisse un suo proprio programma. Alcuni altri hobbyisti, inoltre, stavano realizzando i loro software musicali, ad esempio il Soundmonitor di Chris Hülsbeck, che fu pubblicato nel 1986 in un numero della rivista tedesca 64'er, dedicata al Commodore 64, come listato da digitare sul computer a cura del lettore. La disponibilità di questi software rese possibile a un più ampio uditorio di possessori di computer di comporre musica, anche complessa, sfruttando il chip musicale SID. La stessa rivista 64'er ospitò inoltre nel 1986 la prima competizione, di cui ci sia nota, per musica realizzata con il Commodore 64. Questi stessi sviluppi nell'ambito culturale del Commodore 64 si riflessero con simili modalità su altre piattaforme di microcomputer disponibili in quel periodo.
Riguardo alla demoscene per Commodore 64 il sito web The High Voltage SID Collection contiene un vasto archivio di musica per SID, contiene oltre 50 000 brani di musica per SID.
I software per Amiga, denominati "tracker", iniziando dallo "Ultimate Soundtracker" del 1987 creato da Karsten Obarski, ispirò un gran numero di entusiasti utenti di computer a creare musica. Come variante della nascente cultura della musica tracker, si fece strada un tipo di musica con forti reminiscenze di quella preesistente per il SID del Commodore 64. Questo tipo di musica venne chiamata "chiptunes", oppure "chip music".
Secondo l'"Amiga Music Preservation project", il chiptune viene specificatamente definito come un piccolo modulo tracker.
I primi esempi di "tracker chiptune" datano circa 1989-1990 e sono attribuiti ai musicisti dello scenario della musica demo che si facevano chiamare 4-Mat, Baroque, Turtle e Duz. I "tracker chiptunes" tecnicamente sono basati su forme d'onda di durata molto corta ripetute in loop, che poi sono modulate con effetti sonori gestiti dal software tracker, ad esempio arpeggio, vibrato e portamento. La ridotta quantità di dati necessari per il campionamento, peraltro, rendeva i "tracker chiptunes" fortemente efficienti nel compattare lo spazio di memorizzazione loro necessario, rispetto ad altri tipi di musica realizzata con il software tracker, e li rendeva appetibili per i demo e le intro dei programmi crackati, tipicamente costretti a dimensioni limitate.
Tuttavia fino agli anni 1990 i brani di chip music raramente veniva eseguita dal vivo, e i brani erano distribuiti quasi esclusivamente come programmi eseguibili, oppure sotto forma di altri formati di file specializzati, ed i primi esempi di chip music, prodotti da una etichetta di produzione musicale, possono essere trovati verso la fine del decennio.

### Gli anni 2000 e il consolidamento del fenomeno
Durante gli anni 2000, un nuovo movimento di cultura dei chiptune prese piede, amplificata dalla produzione di software come "LSDJ" per il Game Boy. Questa nuova cultura dà molta più enfasi alle performance dal vivo e produzione di dischi, che non i precedenti scenari dei demo e della cultura dei tracker, dei quali i nuovi artisti sono solo lontanamente consapevoli.

## Tecnologie e strumenti
Le chiptune possono essere suonate sui computer moderni attraverso emulatori o piattaforme specifiche per i vari lettore multimediale; tuttavia, i software non sempre possono essere fedeli al 100% nell'emulazione di particolari hardware. Per fare un esempio, il chip SID possiede un filtro comprendente circuiti analogici le cui caratteristiche possono solo essere parzialmente riproposte attraverso calcoli matematici.
Dal punto di vista hardware ci furono varie periferiche che potevano essere utilizzate, ad esempio per il Commodore 64 è stato reso disponibile Messiah, una cartuccia che consentiva un certo controllo dei parametri, della sequenziatura, dell'emulazione analogica dei tamburi, e una limitata riproduzione di campioni, per il Nintendo Entertainment System venne prodotto il MidiNES, una cartuccia che trasforma il sistema in un sintetizzatore con hardware completo, controllabile totalmente da periferica Midi.
A livello software vi furono molti programmi per svariate piattaforme e sistemi operativi; ad esempio per Amiga e Atari ST, come Ultimate SoundTracker, ProTracker e NoiseTracker, per MS-DOS ci furono il Fast Tracker che consentiva di generare campioni utilizzando il mouse, disegnando a mano il loro sviluppo, Scream Tracker che introdusse un proprio formato di file e Impulse Tracker, per Microsoft Windows ModPlug Tracker e per sistemi operativi "Unix-like" Skale Tracker, SoundTracker e Renoise. Per Game Boy il software Little Sound DJ aveva un'interfaccia progettata per l'utilizzo in ambiente live, e ha capacità di sincronizzazione Midi. Sempre per quest'ultimo, l'artista di chiptunes Pixelh8 ha inoltre realizzato un software musicale come Music Tech e per Game Boy Advance e Nintendo DS il Pro Performer, che trasforma entrambe le macchine in sintetizzatori completi.
Nel tentativo di generare arrangiamenti più complessi, i compositori di queste musiche, per aggirare le limitazioni imposte dal mezzo, si misero a sviluppare i loro personali strumenti elettronici nonché spartiti musicali specifici, impiegando una combinazione dei due metodi di sintesi sonora, cioè la modulazione dell'ampiezza d'impulso PWM e la sintesi wavetable, e implementando speciali tecniche di composizione che sfruttavano largamente l'arpeggio. Tutto ciò è dovuto al fatto che i primi chip sonori disponevano di un generatore sonoro che poteva controllare pochi canali contemporaneamente, emettendo solo poche tonalità e rumori simulati; la tecnologia di generazione sonora del periodo limitava di molto la complessità dei suoni; le melodie risultanti potevano così sembrare gracchianti e fastidiose all'orecchio dell'ascoltatore non abituato a questo tipo di musica.
I circuiti integrati maggiormente usati per le produzioni del genere sono stati chip sonori come:
- il Ricoh 2A03 del Nintendo Entertainment System
- l'ibrido analogico-digitale Atari POKEY degli Atari 400 e 800
- il SID del Commodore 64
- l'AY-3-8910 o 8912 degli Amstrad CPC, MSX e ZX Spectrum
- lo Yamaha YM2149 degli Atari ST e ZX Spectrum
- lo Yamaha YM2612 del Sega Mega Drive
- lo Yamaha YM3812 dei PC IBM compatibili.

Per il MSX vennero prodotti diversi chip più potenti, tra cui il Konami SCC, lo Yamaha YM2413 (MSX-MUSIC) e lo Yamaha Y8950 (MSX-AUDIO, predecessore dell'OPL3 Yamaha YMF262), la scheda audio Moonsound basata sullo Yamaha YMF278B (OPL4), ciascuno con le sue sonorità caratteristiche. Il Game Boy, come il NES (Nintendo Entertainment System), non ha un chip sonoro dedicato ma usa della logica digitale integrata nella CPU principale.
Riguardo all'Amiga, è noto che il suo chip sonoro si chiama "Paula", ma in realtà esso non è propriamente un generatore di suoni: tecnicamente, esso è solo responsabile di trasferire (in modalità DMA, Direct Memory Access) i campioni sonori memorizzati nella RAM del computer, alla circuiteria di emissione sull'uscita audio, similarmente al funzionamento delle moderne schede audio.
Sui modelli di ZX Spectrum dotati di 128KB, su Amstrad CPC e su Atari ST, i suoni provenienti dal chip sono sintetizzati semplicemente dividendo una forma d'onda quadra di partenza (denominata clock), per ottenere una risultante onda quadra della frequenza desiderata, per poi usare successivamente una forma d'onda "a dente di sega" oppure una onda triangolare, ricavata da un oscillatore a bassa frequenza (LFO) residente nella circuiteria di controllo del volume, oppure infine un generatore di inviluppo di tipo ADSR (Attack-Decay-Sustain-Release), con lo scopo di ottenere una qualche forma di modulazione ad anello. Un'altra soluzione consiste nell'utilizzare oscillatori LFO per controllare, o influenzare, un parametro del suono emesso, ad esempio la classe di altezze del suono (pitch) o altri tipi di filtraggio, impostati in un ciclo ripetitivo.
La tecnica di realizzare chiptunes attraverso campioni sintetizzati direttamente (in runtime), continuò ad essere popolare anche su macchine con completa capacità di riproduzione tramite campionamento; siccome la descrizione del suono prodotto da uno strumento richiede molto meno spazio che non registrare tutti i campioni delle note da esso emesse, questi formati generavano file molto piccoli, e siccome i parametri della sintesi sonora potevano pure essere variati nel corso della composizione, essi potevano contenere espressioni musicali più profonde che non i formati basati su puro campionamento. Inoltre, anche con formati puramente di campionamento, come il formato MOD, si riusciva a risparmiare spazio attraverso la ripetizione in loop di campioni di brevissima durata.
I computer di ultima generazione hanno smesso di ricreare le musiche attraverso chip dedicati e si basano sulla sintesi degli strumenti derivata dai campioni audio (sample), che permette di ottenere sonorità più fedeli agli strumenti reali, ma al prezzo di maggiori dimensioni dei file ottenuti e, si potrebbe dire, della personalità che i musicisti trasmettevano con i loro file nel tentativo di riprodurre le sonorità con mezzi più primitivi.

### Formati di file
I formati di file più comuni utilizzati per le composizioni sono stati soprattutto SID, e MOD, successivamente si affermaro lo SNDH usato su Atari ST, XM (eXtended Module) vari formati basati su AdLib, e diversi altru comuni originari dei computer Amiga.
Lo standard MIDI, assieme al set di strumenti General MIDI, descrive solamente quali note sono suonate su determinati strumenti, per cui i file del formato non vengono condiderati come rilevanti per il genere, in quanto un file MIDI non fornisce informazioni sulla sintesi degli strumenti.

## Stile
Le chiptune solitamente consistono di onde con forme basiche, tra cui sinusoidi, onde quadre, onde triangolari o a dente di sega, e semplici percussioni, solitamente generate processando il rumore bianco attraverso un sintetizzatore con un modulo ADSR. Per questo motivo le sonorità in stile 8 bit delle chiptune possono essere riconosciute dai loro strumenti sintetizzati su base di onde quadre, le percussioni di cui sopra e ampio uso di arpeggi rapidissimi per dare l'impressione che le composizioni comprendano accordi di tre o quattro note su un unico canale (le limitazioni dell'hardware impedivano di porre più note su un unico canale).
Questo stile di musica viene riproposto su siti specializzati, come ad esempio www.chiptune.com, ove è possibile trovare svariate composizioni, sia realizzate in formato MOD (quello dei tracker) sia con formati e computer più antiquati.

## Nella cultura di massa

### Cinematografia
Lo scenario dei chiptunes è stato il soggetto di un documentario chiamato Blip Festival: Reformat the Planet di "2 Player Productions". Questo film è stato selezionato ufficialmente nel 2008 al film festival "South by Southwest" ad Austin in Texas. La prima del film è avvenuta l'8 marzo 2008 al Dobie Center.

### Televisione
L'11 aprile 2005 ci fu la prima performance con i chiptunes su un canale televisivo nazionale americano. I "8 Bit Weapon" eseguirono i loro brani "Bombs Away" e "Gameboy Rocker" durante l'episodio live numero 5058 di "Attack of the Show" sul canale "G4".
La serie TV "Yo Gabba Gabba!" sul canale "Nickelodeon" fa un uso massiccio di chiptunes come musica di sottofondo.